# Blåstrupig barbett
Blåstrupig barbett (Psilopogon asiaticus) är en fågel i familjen asiatiska barbetter inom ordningen hackspettartade fåglar som förekommer från Pakistan till Vietnam.

## Utseende och läten
Blåstrupig barbett är en medelstor (22-23 cm), kortstjärtad, grön barbett med blå strupe och blått ansikte. Den har rött på panna och nacke samt ett svart band tvärs över hjässan däremellan. Ungfågelns huvudteckning har mattare färger. Lätet är ihärdigt, trestavigt "tu-ku-tuk, tu-ku-tuk, tu-ku-tuk...".

## Utbredning och systematik
Blåstrupig barbett delas in i två underarter med följande utbredning:
- Psilopogon asiaticus asiaticus – förekommer från nordöstra Pakistan till centrala Myanmar och södra Kina (västra Yunnan)
- Psilopogon asiaticus davisoni – förekommer från sydöstra Myanmar till södra Kina (södra Yunnan) och centrala Vietnam

### Släktskap
Turkosstrupig barbett (Psilopogon chersonesus) betraktades tidigare som en underart till blåstrupig barbett och vissa gör det fortfarande. Arten är även nära släkt med mustaschbarbetten (P. incognitus) och ett blandpar har rapporterats i det vilda. En DNA-studie visar förvånande nog att den är systerart med indokinesisk barbett (P. annamensis). Faktiskt verkar populationen av davisoni i norra Thailand stå närmare indokinesisk barbett än alla andra populationer av blåstrupig barbett, vilket tyder på att den kan utgöra en kryptisk egen art.

### Släktestillhörighet
Arten placerades tidigare liksom de allra flesta asiatiska barbetter i släktet Megalaima, men DNA-studier visar att eldtofsbarbetten (Psilopogon pyrolophus) är en del av Megalaima. Eftersom Psilopogon har prioritet före Megalaima, det vill säga namngavs före, inkluderas numera det senare släktet i det förra.

## Levnadssätt
Blåstrupig barbett förekommer i både gammal och av människan påverkad städsegrön och lövfällande skog, men även vid hyggen, skogskanter och i fruktträdgårdar. Den lever av fikon och andra frukter och bär, men även blommor från exempelvis pistaschträd (Pistacia integgerima). Fågeln häckar mellan mars och juli, i syd och på lägre nivåer även senare och då med två kullar. Den är i huvudsak stannfågel, men kan möjligen lämna de högst belägna områdena vintertid.

## Status och hot
Arten har ett stort utbredningsområde och en stor population med stabil utveckling och tros inte vara utsatt för något substantiellt hot. Utifrån dessa kriterier kategoriserar internationella naturvårdsunionen IUCN arten som livskraftig (LC). Världspopulationen har inte uppskattats men den beskrivs som vanlig i större delen av utbredningsområdet.